# Naivasha
Naivasha er en by i distriktet Nakuru, i  provinsen Rift Valley i Kenya med 14.563 (1999) indbyggere. Byen ligger i 2.085 meters højde, i Den Østafrikanske Great Rift Valleys dalbund.
Naivasha har fået sit navn efter Naivashasøen, en af de få ferskvandssøer i regionen. Omkring søen ligger en stor mængde blomstegartnerier, som får vand fra søen. Blomsteravlen er byens største industri.
Tæt ved byen ligger flere turistmål, blandt andet nationalparkerne Mount Longonots nationalpark omkring bjerget Longonot, og Hell's Gate nationalpark.